# Cactosoma aspera
Cactosoma aspera is een zeeanemonensoort uit de familie Halcampidae.
Cactosoma aspera is voor het eerst wetenschappelijk beschreven door Stephenson in 1918.